# Frederic cel Mic
Frederic cel Mic, cunoscut și ca Frederic Clem, Frederic Klemme și Frederic de Dresda, (în germană Friedrich der Kleine; n. 1273 – d. 25 aprilie 1316) aparținând Casei de Wettin, a fost stăpânul orașului Dresda. El însuși se intitula margraf al Dresdei.

## Biografie
Frederic a fost fiul cel mai mic al margrafului Henric cel Ilustru și al celei de-a treia soții a sa, Elisabeta de Maltitz.
În 1278 regele romano-german Rudolf I de Habsburg a ridicat la rangul de principi imperiali pe Frederic și pe mama sa pentru a preveni disputele cu fiii din prima căsătorie a tatălui său privind moștenirea.
În același an Frederic a primit moștenirea tatălui său: orașele Dresda, Tharandt, Radeberg și Grossenhain. El se intitula „margraf al Dresdei” deși „Marca de Dresda” în sine nu exista. Astfel titlul său în documente „dominus de Dresden” (domnul Dresdei) a fost schimbat în „marchio de Dresden” (margraf de Dresda). În 1289 Frederic a vrut să-și vândă posesiunile Regatului Boemiei. Totuși acest lucru nu s-a întâmplat datorită opoziției nepotului său, margraful Frederic Tuta. Pe 11 septembrie 1289 acesta a cumpărat respectivele posesiuni cu excepția orașului Dresda pe care unchiul său îl vânduse deja lui Valdemar de Brandenburg. 
Frederic a murit pe 25 aprilie 1316 la Dresda și a fost înmormântat în Mănăstirea Altzella. Deoarece Frederic nu a avut urmași pe linie masculină după moartea sa tot ceea ce mai rămăsese din moștenirea paternă a revenit vărului său, Frederic cel Mușcat.
În jurul anului 1305 Frederic s-a căsătorit cu Jutta de Schwarzburg-Blankenburg, care a murit în 1329 și a fost înmormântată în Mănăstirea Ilm. 